# Michele Paramatti
Michele Paramatti (ur. 10 marca 1968 w Salarze) – włoski piłkarz, grający na pozycji obrońcy.

## Kariera piłkarska
Wychowanek klubu SPAL, w barwach którego w 1986 rozpoczął karierę piłkarską. W 1987 został wypożyczony na dwa lata do Russi. W 1995 przeniósł się do Bologni. W latach 2000–2002 bronił barw Juventusu, z którym zdobył mistrzostwo. Potem wrócił do Bologni. W 2003 został piłkarzem Reggiana, w której po roku zakończył karierę piłkarską.

## Sukcesy i odznaczenia

### Sukcesy klubowe
SPAL
- mistrz Serie C1: 1991/92 (gr. A)

Bologna
- mistrz Serie B: 1995/96
- zdobywca Pucharu Intertoto UEFA: 1998

Juventus
- mistrz Włoch: 2001/02